# كلبية (عربة)

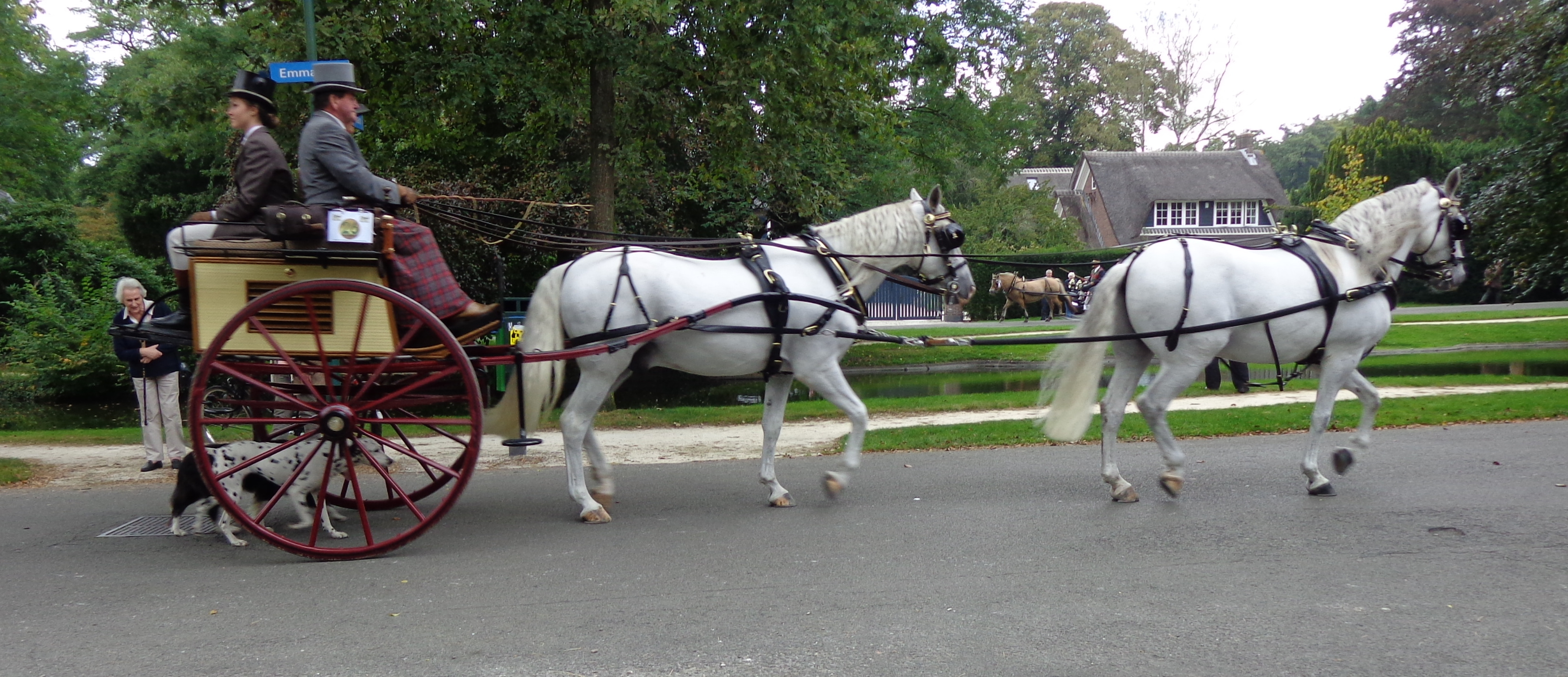
كلبية في هولندا مع الخيول مترادفة

الكلبيَّة هي عربة تجرها الخيول مصممة أصلاً للرماة الرياضيين ذات صندوق خلف مقعد السائق لاحتواء كلب مُسترِد أو يزيد (أكثر). يمكن تحويل صندوق الكلب إلى مقعد ثانٍ.

## الصور

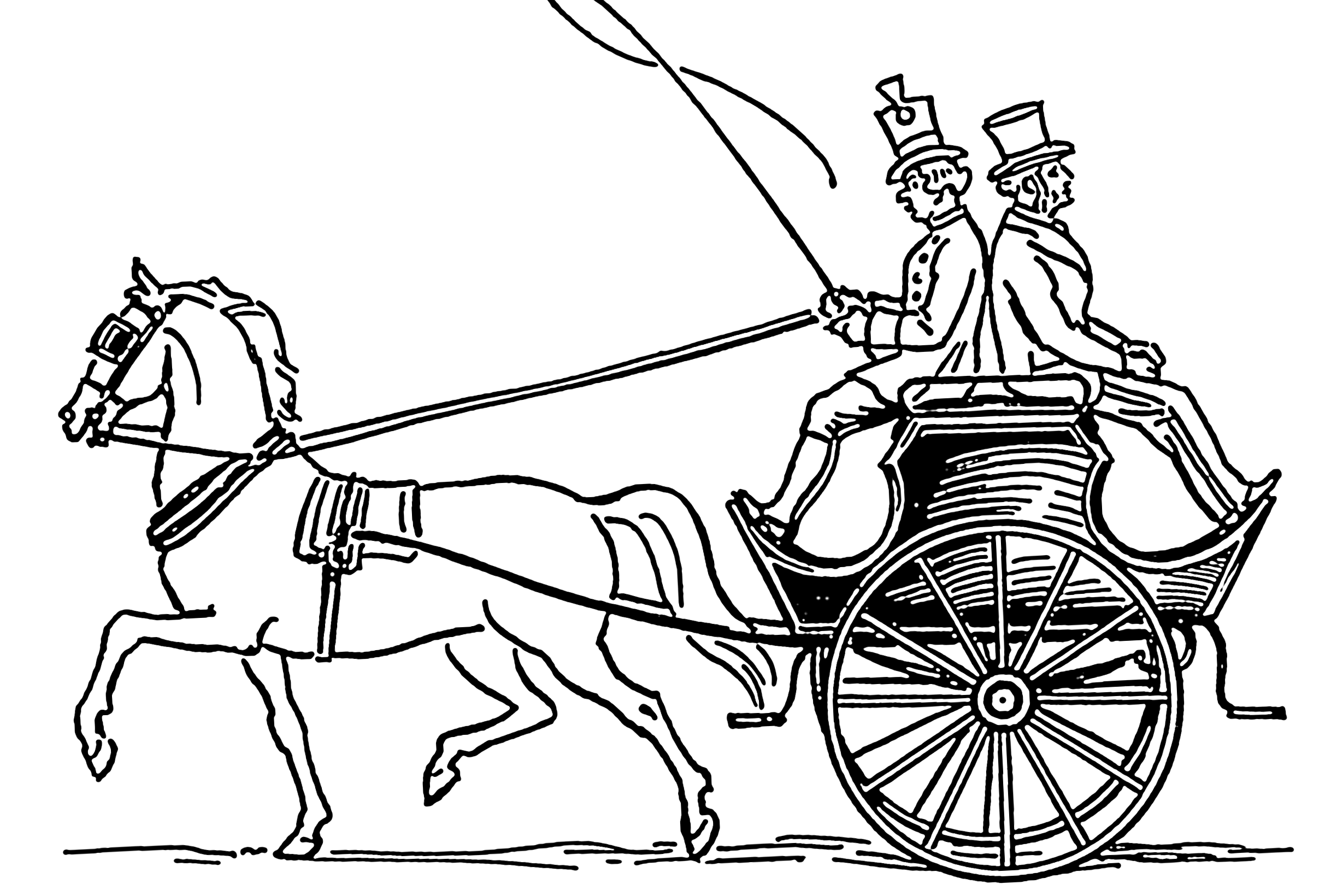
نوعٌ من الكلبية يركبها شخص في الخلف
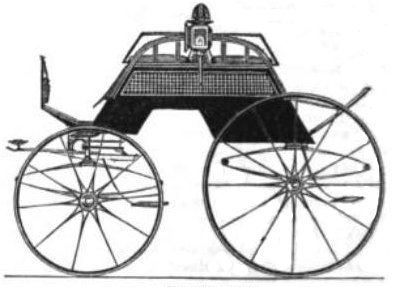
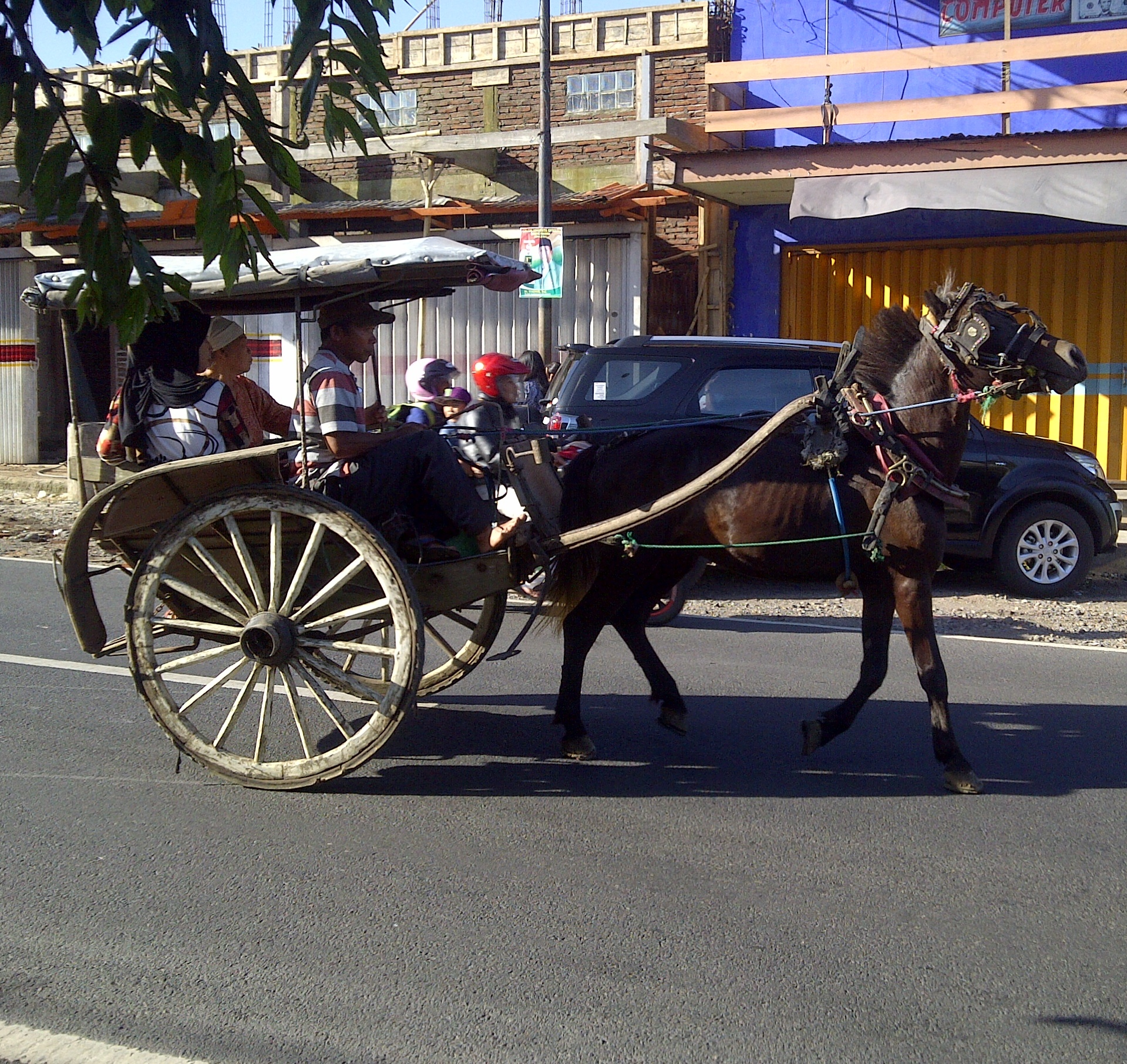
في إندونيسيا